# Klausdorf (Schwentine)
Klausdorf is een plaats en voormalige gemeente in de Duitse deelstaat Sleeswijk-Holstein, en maakt deel uit van de gemeente Schwentinental in de Kreis Plön.